# Ricardo Suñé Álvarez
Ricard Suñé Álvarez (Barcelona, 1 de enero de 1913-ibíd., 9 de septiembre de 1952) fue un periodista e historiador español.

## Biografía
Estudió dibujo y fotografía con su tío, Samuel Suñé Farando. Militó en el carlismo, y como periodista se especializó en el periodismo de sucesos. Fue redactor de El Correo Catalán, donde empezó a escribir durante los años de la dictadura de Primo de Rivera, publicando artículos y reportajes, y hasta el estallido de la guerra civil española. 
Más adelante, publicó en dos tomos, en 1943 y 1944, una serie de artículos titulados Estampas populares, en los que introducía frases en catalán en una época en que esta lengua era totalmente desterrada de la prensa. De estos artículos llegó a publicar más de mil. Publicó también Albert Llanas, el Quevedo catalán (1946) y Nueva crónica de Barcelona (1945-46), acopio de datos históricos sobre las calles de Barcelona, que quedó interrumpida.
Durante la posguerra fue uno de los catalanes partidarios de Carlos Pío de Habsburgo-Borbón (Carlos VIII), dentro de la facción carlista conocida como carloctavismo.
Suñé murió atropellado por un tranvía en la Ronda de San Pablo, mientras se despedía de una persona que estaba en un balcón, después de bajar de un taxi. En 1952 el Ayuntamiento de Barcelona le concedió el título de cronista oficial de la ciudad.
Estuvo casado con María Perera, con la que tuvo dos hijos llamados Carlos y Rosa.